# Kojec (fortyfikacja)

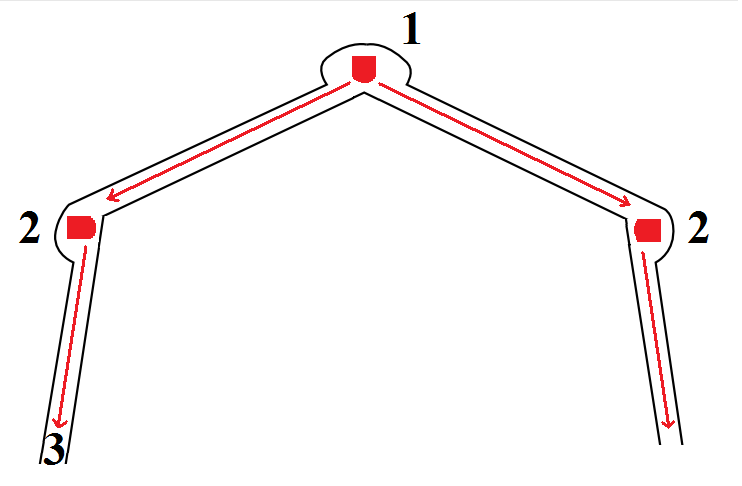
Kojce na załamaniach fosy (3): kojec podwójny (1), kojce pojedyncze (2). Strzałki oznaczają kierunki ognia skrzydłowego wzdłuż fosy

Kojec – dzieło fortyfikacyjne, schron bojowy służący do obrony dna fosy w dawnych fortyfikacjach o narysie poligonalnym i twierdzach. Budowany był do prowadzenia ognia skrzydłowego wzdłuż rowu fortecznego (fosy). Mieścił od dwóch do czterech izb artyleryjsko-strzeleckich, pomieszczenie załogi i magazyn amunicji. Był usytuowany w skarpie lub przeciwskarpie rowu fortecznego, w połowie długości prostego odcinka rowu fortecznego lub na jego załamaniach. Kojec służący do ostrzału w jednym kierunku nosił nazwę pojedynczego (jednostronnego), a w dwóch kierunkach podwójnego (obustronnego). Mógł mieć połączenie poterną (podziemnym chodnikiem komunikacyjnym) z wnętrzem twierdzy lub fortu.
W Polsce nazwę kojec stosowano także dla określenia kaponiery.

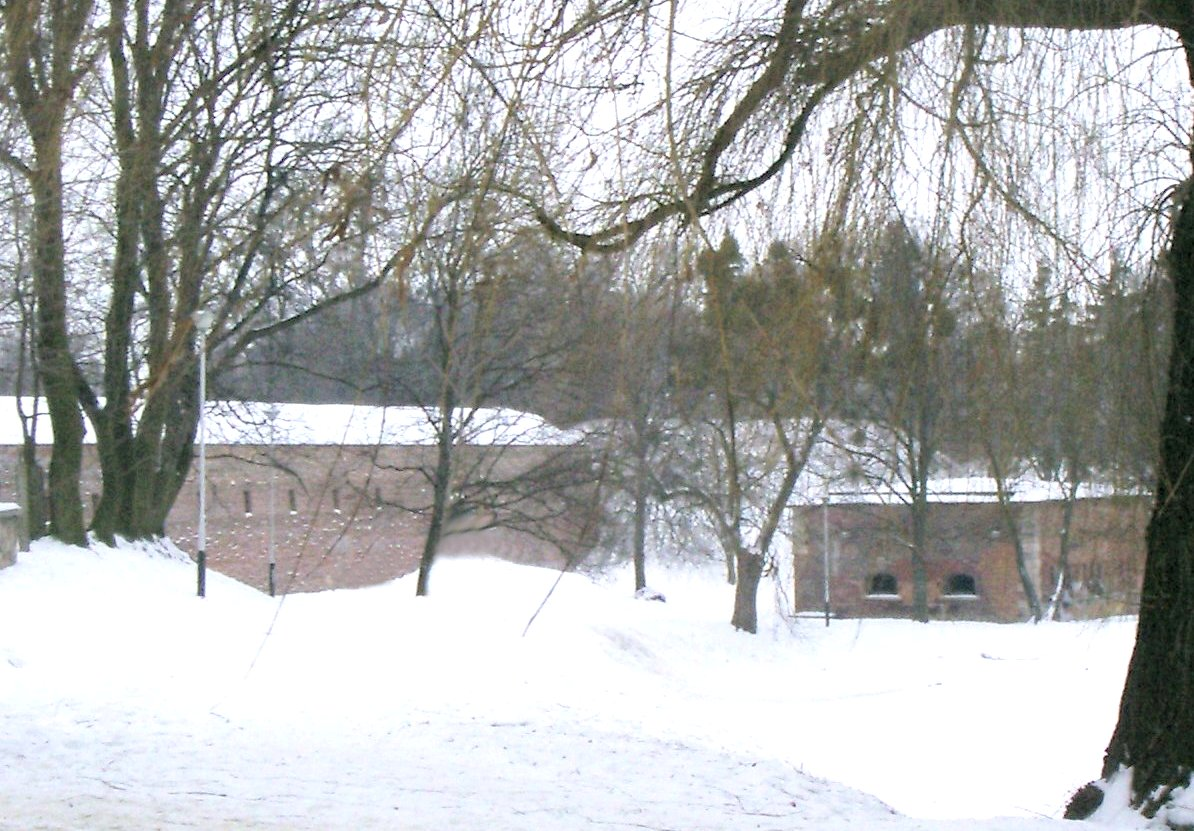
Kojec. Fragment fortyfikacji Zamościa z XIX w. Kojec po prawej, po lewej mur, który zabezpieczał.
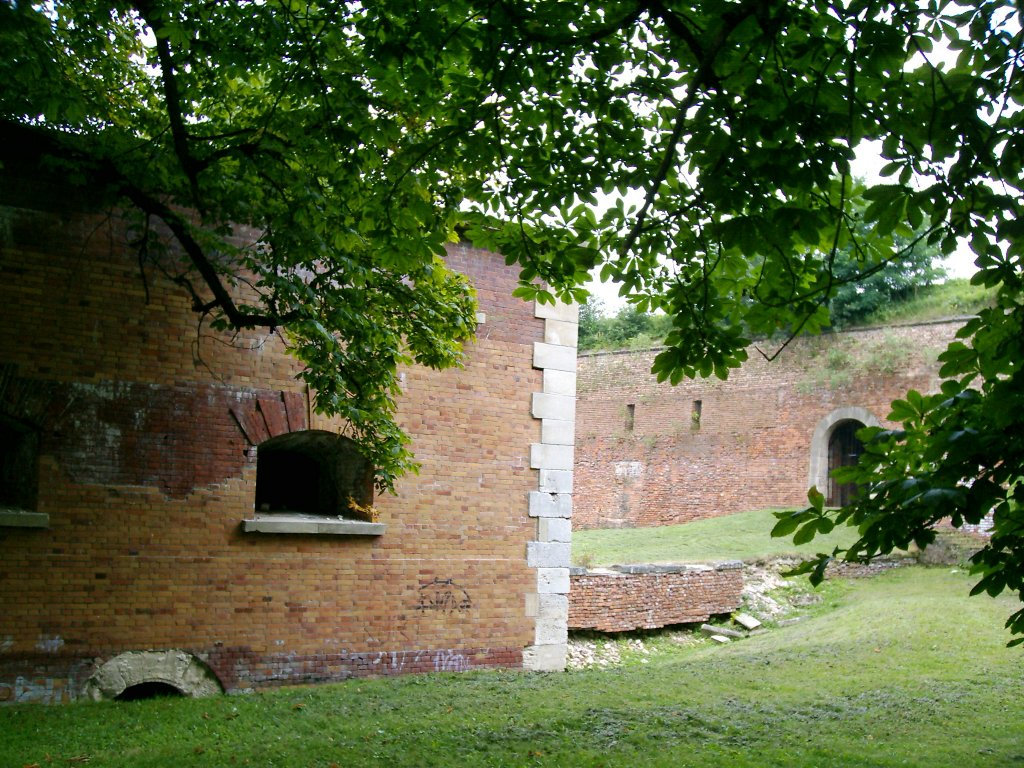
Kojec. Fragment fortyfikacji Zamościa z XIX w. Pierwotnie wokół kojca była woda (z Łabuńki). Jej przepływ umożliwiał łukowaty tunel pod spodem (częściowo widoczny nad ziemią). Z tyłu nasyp, którym można było uzupełniać załogę i nieść jej pomoc.
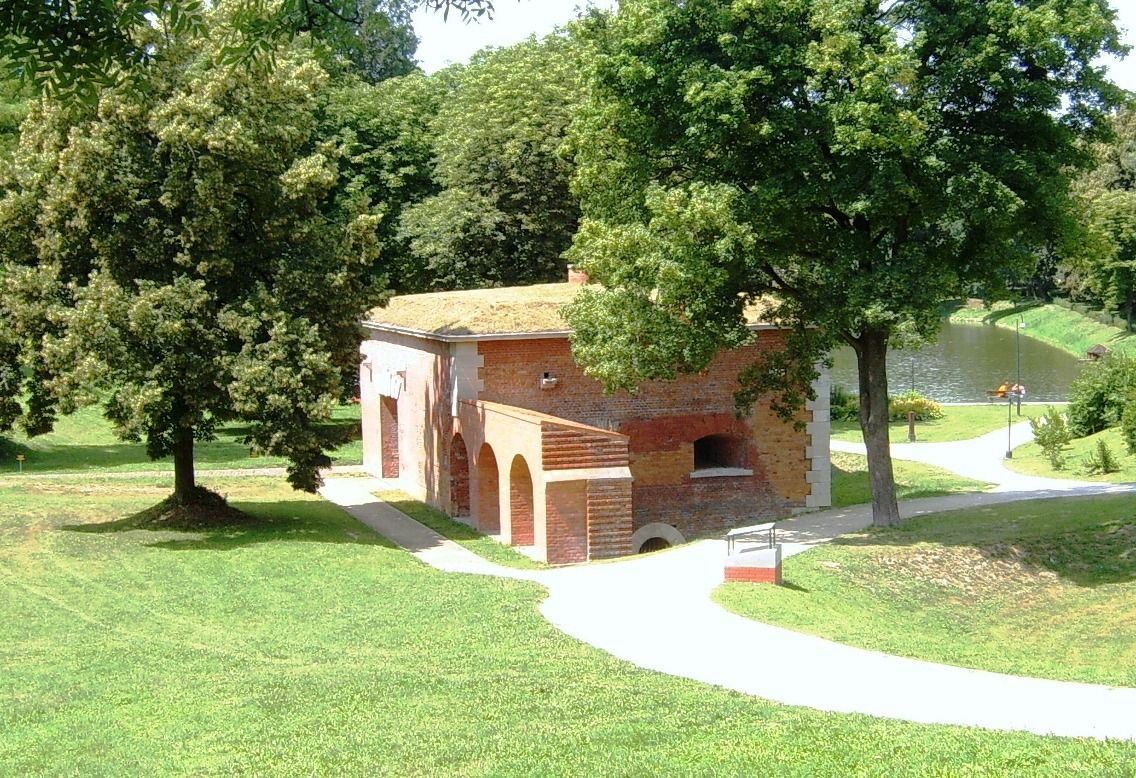
Kojec w Zamościu